# Globipelorhiza
Globipelorhiza es un género de foraminífero bentónico de la familia Komokiidae, de la superfamilia Komokioidea y del orden Komokiida. Su especie tipo es Globipelorhiza sublittoralis. Su rango cronoestratigráfico abarca el Holoceno.

## Discusión
Tradicionalmente Globipelorhiza ha sido incluido en el orden Textulariida o en el orden Astrorhizida. Clasificaciones más modernas han incluido Globipelorhiza en el suborden Astrorhizina del orden Astrorhizida.

## Clasificación
Globipelorhiza incluye a la siguiente especie:
- Globipelorhiza sublittoralis